# Nokia 1100
Nokia 1100 (hay  Nokia 1101 và Nokia 1108) thuộc dòng điện thoại đen trắng  GSM được sản xuất bởi Nokia. Có khoảng 250 triệu điện thoại thuộc dòng này được bán ra trong vòng 5 năm kể khi nó ra mắt thị trường vào cuối năm  2003. Giá rẻ (khoảng 100 USD) và cài đặt sẵn 2 trò chơi huyền thoại là Snake 2 (rắn săn mồi), Space Impact (bắn tàu vũ trụ) giúp mẫu điện thoại này trở thành mẫu điện thoại bán được nhiều nhất trên thế giới và cũng là một trong những thiết bị điện tử bán chạy nhất. Mẫu điện thoại này đã ngừng được sản xuất từ năm 2009.